# The Wild Thornberrys Movie
The Wild Thornberrys Movie is een animatiefilm uit 2002 van Nickelodeon-studios. De productie komt voort uit de tekenfilmserie The Wild Thornberrys. Ze werd genomineerd voor onder meer een BAFTA Children's Award voor beste film, zowel een Academy Award als een Golden Globe voor beste filmlied (Father and Daughter van Paul Simon) en een Golden Satellite Award voor beste animatiefilm.

## Verhaal
Eliza Thornberry kan praten met dieren. Ze moet een welpje redden van gevaarlijke stropers.

## Stemmen
- Lacey Chabert - Eliza Thornberry
- Tom Kane - Darwin
- Cree Summer - Phaedra
- Tim Curry - Nigel Thornberry / Col. Radcliff Thornberry
- Jodi Benson - Doris
- Lynn Redgrave - Cordelia Thornberry
- Jodi Carlisle - Marianne Thornberry
- Danielle Harris - Debbie Thornberry
- Flea - Donnie Thornberry
- Crystal Scales - Cheetah Cubs
- Kimberly Brooks - Tally
- Alfre Woodard - Akela
- Brock Peters - Jomo
- Melissa Greenspan - Sarah Wellington
- Alexandra Boyd - Victoria
- Moira Quirk - Jane
- Roger L. Jackson - Reggie / Thunder
- Brenda Blethyn - Mrs. Fairgood
- Marisa Tomei - Bree Blackburn
- Rupert Everett - Sloan Blackburn

## Box office
De film werd gemaakt met een budget van US$ 25 miljoen en bracht uiteindelijk US$ 61 miljoen op.